# ゴーイングmy上へ
「ゴーイングmy上へ」（ゴーイングマイうえへ）は、2000年4月26日に発売されたSURFACEの8枚目のシングル。

## 概要
- 2000年2枚目となるシングル。フジテレビ系ドラマ『ショムニ』のオープニングテーマに起用された。
- PVには谷口絵梨が出演。

## 収録曲
1. ゴーイング my 上へ
  - 作詞：椎名慶治／作曲：永谷喬夫, 椎名慶治／編曲：SURFACE
2. samurai mania
  - 作曲・編曲：永谷喬夫
3. まだまだ-transit mix-
  - 作詞：椎名慶治／作曲：永谷喬夫, 椎名慶治／編曲：永谷喬夫
4. ゴーイング my 上へ(instrumental)
5. samurai mania(ochimusha version)